# 슈노켈
슈노켈(Snowkel, 일본어: シュノーケル)은 일본의 록 밴드이다.

## 멤버
- 니시무라 신야（西村晋弥） (기타, 보컬)
- 카바무라 마사미（香葉村多望） (베이스)
- 야마다 마사토 （山田雅人）(드럼)

## 내력
슈노켈은 후쿠오카 출신의 쓰리피스 밴드로 2004년 1월에 결성, 곡의 완성도가 높게 평가되어 현지의 오디션으로 그랑프리를 획득해 본격적인 활동을 시작했다. 이후 후쿠오카를 중심으로 라이브 활동을 개시. 12월에는 후쿠오카에서 첫 원맨 라이브를 실시해, 자주 제작반CD를 발매했다.
2005년 6월에 인디즈 미니 앨범 「컬러풀한 하늘」을 발표. 11월에는 소니뮤직을 통해 메이저 데뷔 싱글 「큰 웅덩이」를 릴리스 해, 라이브 활동도 전국적으로 시작. 2006년 설날에는 2 nd싱글 「풍파 새틀라이트」를 릴리스. 4월에는 3 rd싱글 「여행자 초보자」, 1 st앨범 「SNOWKEL SNORKEL」계속 릴리스 해, 전국 투어 「Snowkeling Tour '06」을 실시한다.
메이저 데뷔 후 첫 여름은 수많은 여름 록 페스티벌에 첫출연, 8월에는 4 th싱글 「solar wind」를 발표해, Base Ball Bear, chatmonchy와의 스피릿 투어 「젊은 젊은 남녀 섬머 투어 '06」, 투어 「Magical Solar Power 2006」을 실시했다.
2007년 1월에는 2년 연속의 설날 릴리스가 되는 5 th싱글 「Bye-Bye × Hello」를 릴리스, 4월에는 첫 영화 주제가가 된 6 th맥시 싱글 「일기 예보」를 릴리스, 후에 전국 투어도 실시했다. 8월에는 7 th싱글 「기적」, 10월에 2 nd앨범 「EQ」를 릴리스 했다. 연말에 걸쳐서 어쿠스틱 투어 「AQ투어」나 이벤트 출연등을 이어갔고, 2008년 1월부터는 전국 투어 「EQ투어」를 실시했다.
2009년 9월 16일에 슈노켈 처음의 "대사전적" 베스트 앨범 「Best+」를 릴리스했다.
2009년 12월 9일 시부야 CHELSEA HOTEL에서의 라이브 공연에서 활동 중지를 발표, 2010년까지 슈노켈로서의 남은 예정 공연을 마무리하고 2010년 3월의 투어 '푹 잠수(素潜り)'를 끝으로 활동을 휴지(休止)할 예정이다.

## 음반 목록

### 싱글
1. 커다란 물웅덩이(大きな水たまり）
2. 풍파 새틀라이트（波風サテライト）
3. 초보 여행자（旅人ビギナー）
4. solar wind
5. Bye-Bye×Hello
6. 일기예보（天気予報）
7. 기적（奇跡）
8. 여름바람（ナツカゼ）

### 앨범
1. SNOWKEL SNORKEL (2006년 4월 26일)
2. EQ(2007년 10월 3일)